# Иллькова, Луиза
Луи́за И́ллькова (чеш. Luisa Illková; род. 1990) — чешская кёрлингистка.
В составе женской сборной Чехии участница зимней Универсиады 2009.

## Достижения
- Чемпионат Европы по кёрлингу среди смешанных команд: бронза (2011).
- Первенство Европы по кёрлингу среди юниоров: серебро (2007).

## Команды
| Сезон                                          | Четвёртый        | Третий          | Второй            | Первый             | Запасной                               | Турниры                       |
| ---------------------------------------------- | ---------------- | --------------- | ----------------- | ------------------ | -------------------------------------- | ----------------------------- |
| 2007                                           | Анна Кубешкова   | Линда Климова   | Тереза Плишкова   | Michaela Nadherova | Луиза Иллькова тренер: Иржи Снитил     | ПЕЮ 2007 · ЧМЮ 2007 (9 место) |
| 2009                                           | Sárka Doudová    | Камила Мошова   | Ленка Кучерова    | Луиза Иллькова     | Eva Stampachova тренер: Карел Кубешка  | ЗУ 2009 (5 место)             |
| 2010—11                                        | Анна Кубешкова   | Тереза Плишкова | Вероника Гердова  | Элишка Яловцова    | Луиза Иллькова тренер: Карел Кубешка   | ЧЕ 2010 (11 место)            |
| 2011                                           | Анна Кубешкова   | Тереза Плишкова | Луиза Иллькова    | Элишка Яловцова    | Вероника Гердова тренер: Карел Кубешка | ЧМ 2011 (12 место)            |
| 2011—12                                        | Анна Кубешкова   | Тереза Плишкова | Вероника Яловцова | Луиза Иллькова     | Вероника Гердова                       |                               |
| Кёрлинг среди смешанных команд (mixed curling) |                  |                 |                   |                    |                                        |                               |
| 2011                                           | Криштоф Халоупек | Элишка Яловцова | David Jirounek    | Луиза Иллькова     | Томаш Паул тренер: Карел Кубешка       | ЧЕСК 2011                     |

(скипы выделены полужирным шрифтом)